# Cäsar Pomeranz
Cäsar Pomeranz (* 5. April 1860 in Hussjatyn, Galizien; † 28. Juni 1926 in Wien) war ein österreichischer Chemiker.

## Leben
Cäsar Pomeranz besuchte die Schule in Tarnopol und schloss eine Ausbildung zum Apothekergehilfen an. Ab 1879 studierte er Pharmazie zunächst in Wien und dann in Czernowitz. Dort wurde er 1884 bei Richard Pribram promoviert. Er kehrte dann nach Wien zurück und war kurzzeitig in Prag. Als Nachfolger von Pribram folgte er 1906 einem Ruf an die Universität Czernowitz. Von 1914 bis 1918 amtierte er als deren Rektor. Als Czernowitz infolge des Vertrags von St. Germain rumänisch wurde, kehrte er nach Wien zurück und übernahm eine Professur an der Hochschule für Bodenkultur. Er entwickelte gemeinsam mit Paul Fritsch eine Synthese für Isochinoline, die als Pomeranz-Fritsch-Reaktion seinen Namen trägt.